# Laxenecera sexfasciata
Laxenecera sexfasciata är en tvåvingeart som först beskrevs av Walker 1851.  Laxenecera sexfasciata ingår i släktet Laxenecera och familjen rovflugor. Inga underarter finns listade i Catalogue of Life.